# Det Onde
Det Onde (originaltitel: It) er en roman af Stephen King. Romanen er udgivet i 1986 og er en af Stephen Kings længste romaner på mere end 1.000 sider. Bogen blev indspillet som mini-TV-serie i 1990, instrueret af Tommy Lee Wallace, og som film i 2017, instrueret af Andrés Muschietti.

## Synopsis
Historien foregår i den fiktive by Derry i den amerikanske delstat Maine. I Derry bliver børn, i stort antal, myrdet af et frygteligt uhyre, der kalder sig Pennywise eller Robert Gray. Ofte vælger dette monster at materialisere sig som en sadistisk klovn der bærer på et bundt balloner, men andre gange tager det form efter det som børnene hver især frygter mest. Mordene finder sted i cyklusser på ca. 27 år. Pennywise bliver til sidst tilintegjort af en flok voksne, som alle havde yderst skræmmende nærkontakt med monsteret i deres barndom.